# Flughafen Paro

i7
i11
i13
Der Flughafen Paro (bhutanisch སྤ་རོ་གནམ་ཐང༌, IATA-Code: PBH, ICAO-Code: VQPR) ist ein Flughafen in Bhutan und zugleich der einzige internationale des Landes, etwa 65 Kilometer Fahrtstrecke westlich der Hauptstadt Thimphu gelegen. Paro Airport befindet sich auf einer Höhe von 2236 m in einem tiefen Tal (Paro-Tal), circa sechs Kilometer südöstlich von Paro.
Neben dem Flughafen Paro gibt es in Bhutan noch die nationalen Flughäfen Yongphulla, Bathpalathang und Gelephu.

## Geschichte
Der Flughafen wurde 1968 im Tal von Paro eröffnet. Er diente anfangs nur für gelegentliche Flüge indischer Hubschrauber, bis zwischen 1978 und 1980 verschiedene kleinere Flugzeuge erprobt wurden, die über eine gute Manövrierfähigkeit verfügen und den Flug bis Kalkutta und zurück ohne Nachtanken bewältigen sollten. Nach Gründung der Drukair im Jahre 1981 begann ab dem 11. Februar 1983 der Flugbetrieb mit einer Dornier 228-200, zweimal wöchentlich von Paro nach Kalkutta. 1986 kam eine Route nach Dhaka in Bangladesh dazu, sowie 1987 nach Kathmandu, 1988 nach Delhi, und 1989 nach Bangkok. Im Jahr 1990 wurde die Start- und Landebahn von 1400 m auf 1964 m verlängert und 1999 ein neues Terminalgebäude eröffnet, das durch die indische Regierung finanziert wurde.

## Infrastruktur
Der Flughafen mit einer 2265 Meter langen Start-/Landebahn (15/33) diente früher einzig und allein der damaligen Monopol-Fluggesellschaft Drukair, die sowohl Eigentümerin als auch Betreiberin sämtlicher Anlagen ist. Seit August 2010 darf die nepalesische Buddha Air als zweite Fluggesellschaft den Flughafen von Kathmandu aus bedienen. Die privaten Bhutan Airlines verbinden Paro mit Delhi, Kolkata und Gaya (Indien) sowie Kathmandu und Bangkok, Flüge nach Dhaka, Yangon und Singapur sind für die Zukunft geplant. Der Anflug gilt als schwierig und nur für erfahrene Piloten machbar, die letzte Strecke muss aufgrund der unübersichtlichen Geländeverhältnisse als reiner Flug auf Sicht ohne Instrumenten-Leitsysteme bewältigt werden.
Der Flughafen Paro verfügt über ein Passagier- und ein Cargo-Terminal. Im Passagierterminal gibt es vier Schalter und einen Flugsteig. 2002 sind 37.151 Passagiere hier angekommen oder abgeflogen; der Frachtumschlag betrug zuletzt 90.983 Tonnen.
Am 25. Juli 2018 wurde das modifizierte Abflugterminalgebäude, das neue Frachtgebäude, die verlegte Umspannstation und eine neue parallele Rollbahn eingeweiht. Die Finanzierung dazu erfolgte durch die indische Regierung. Durch diese Baumaßnahmen kann der Flughafen rund 720 Passagieren Platz bieten, doppelt so viel wie im alten Gebäude.

## Fluggesellschaften
- Drukair
- Bhutan Airlines[11]

## Galerie

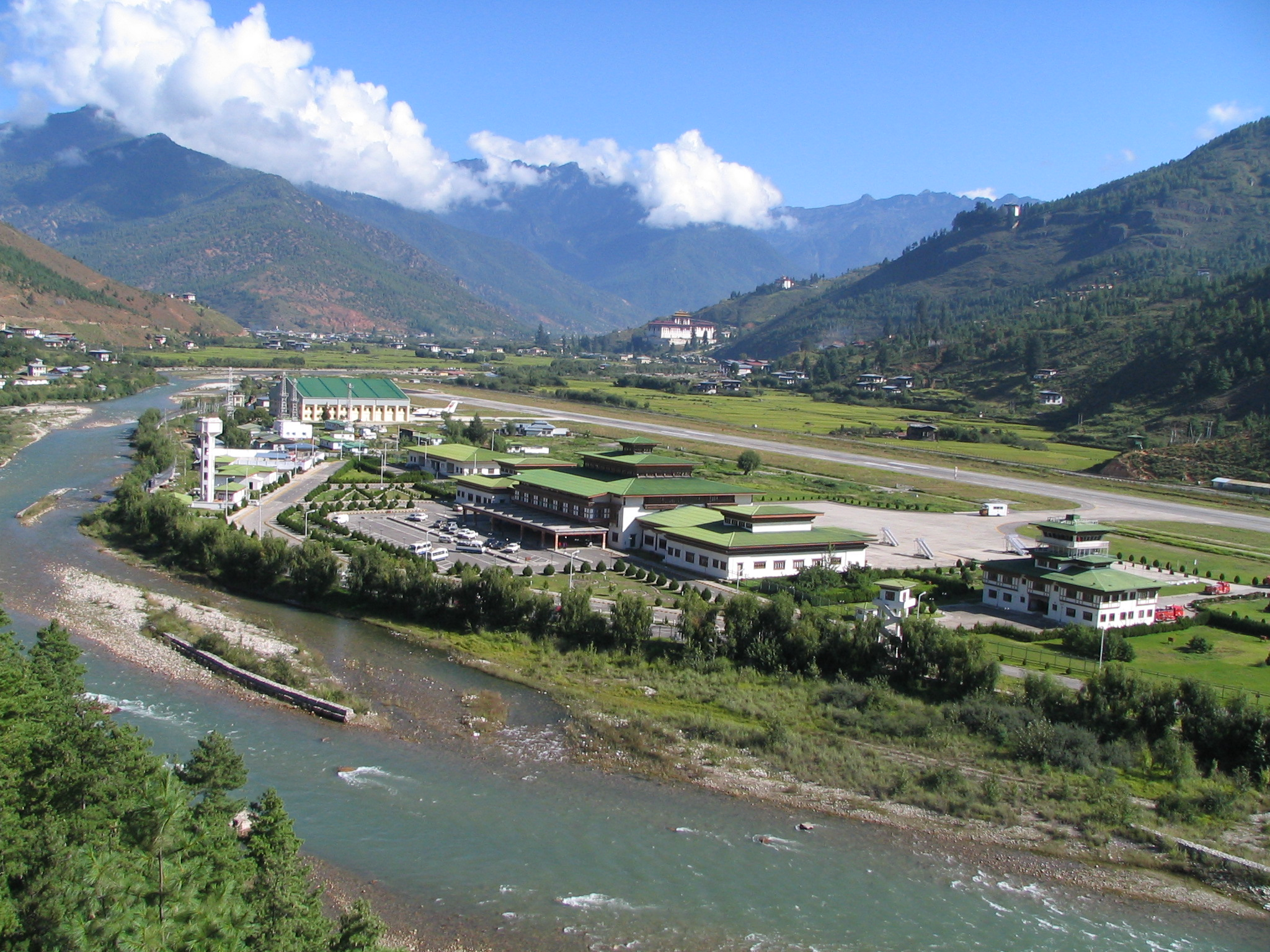
Der Flughafen und Umgebung
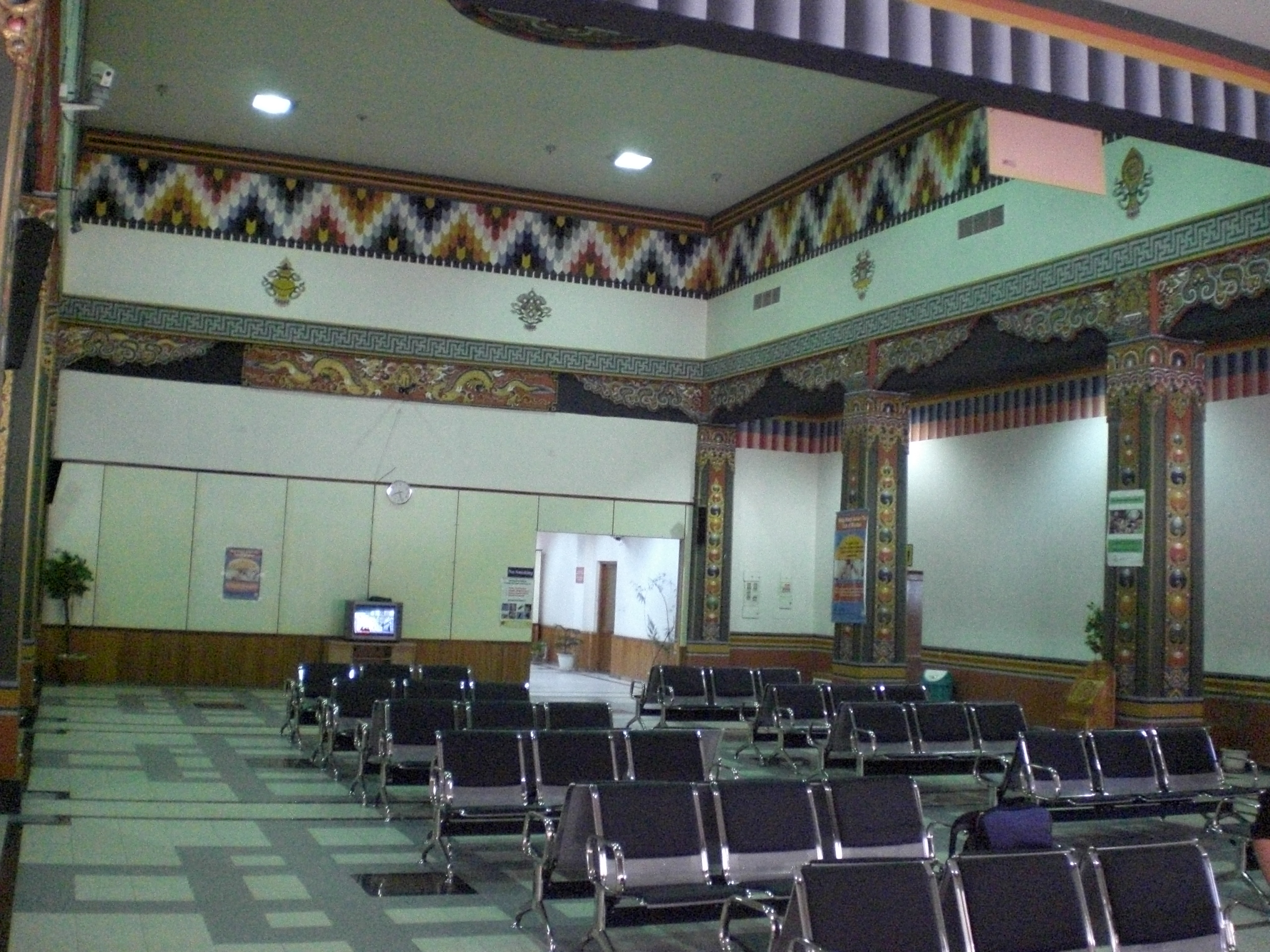
Abflughalle im Terminal
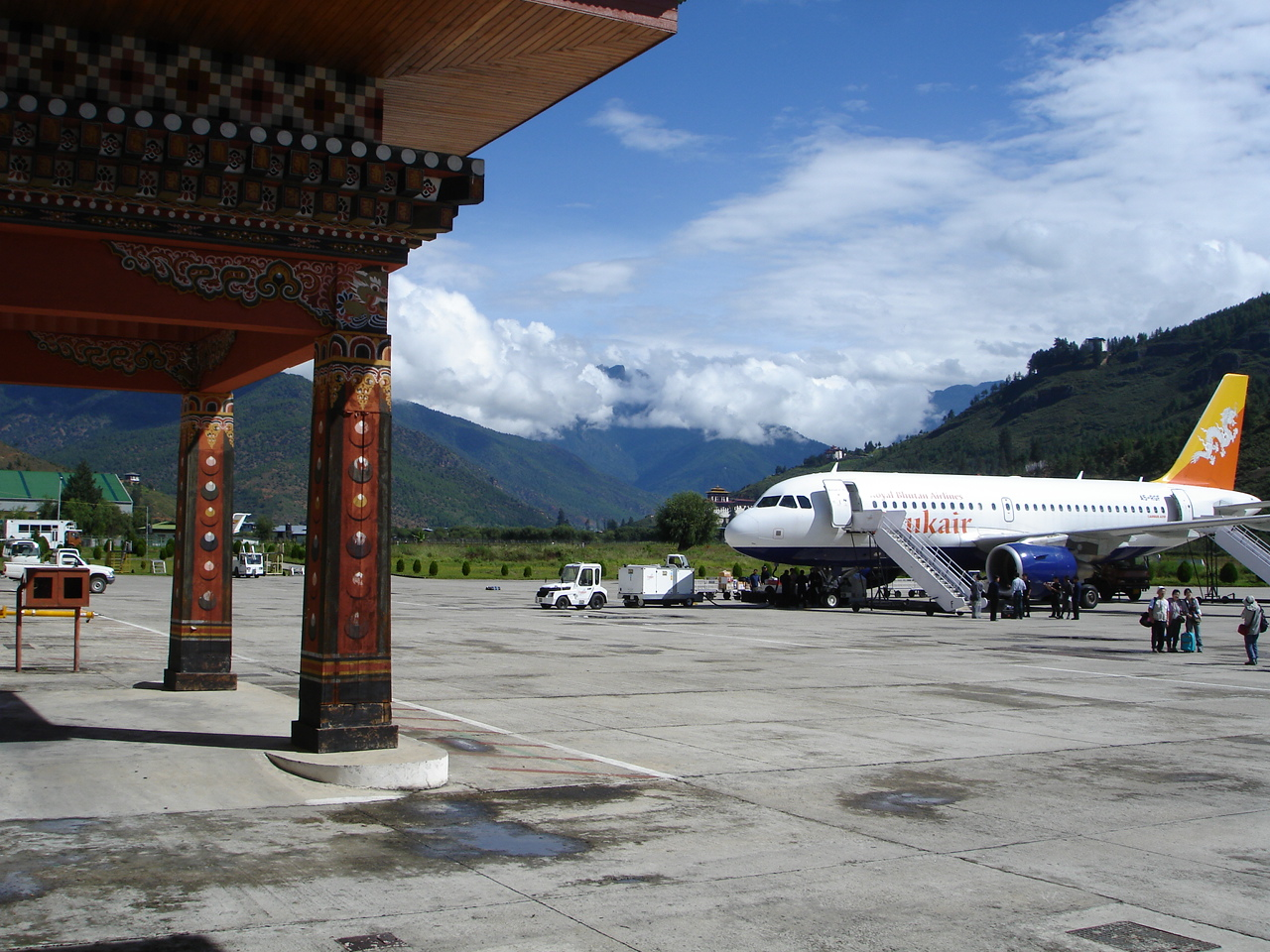
Airbus A319 der Drukair auf dem Vorfeld